# Festuca spectabilis
Festuca spectabilis là một loài thực vật có hoa trong họ Hòa thảo. Loài này được Jan mô tả khoa học đầu tiên năm 1827.